# Волга Ипатава
Волга Михайловна Ипатава (на беларуски: Вольга Міхайлаўна Іпатава) е беларуска общественичка, журналистка, драматург, преводачка, поетеса и писателка на произведения в жанр лирика, драма, детска литература и исторически роман.

## Биография и творчество
Родена е на 1 януари 1945 г. в село Мир (сега в Гродненска област), БССР, СССР, в семейство на служители. След смъртта на майка ѝ е отгледана в сиропиталище в периода 1956 – 1961 г. Завършва средно училище в Гродно (1961) и постъпва във филологическия факултет на Беларуския държавен университет, като през 1963 г. се премества в кореспондентския отдел, който завършва през 1967 г.
Едновременно работи като учител в село Руба във Витебска област, стоков експерт в регионалната търговия с книги във Витебск през 1964 г., после като инструктор и ръководител на сектор в Гродненския градски комитет на комсомола в периода 1965 – 1968 г.
След дипломирането си от университета, в периода 1968 – 1970 г. работи като редактор в регионалното телевизионно студио в град Гродно, в периода 1970 – 1973 г. е литературен работник на вестник „Литература и изкуство“, а в периода 1973 – 1975 г. е литературен консултант на вестник „Червена смяна“. В периода 1975 – 1978 г. е аспирант на Литературния институт в Москва. След завършването му, в периода 1978 – 1979 г. отново е литературен консултант на вестник „Червена смяна“. В периода 1985 – 1989 г. е главен редактор на литературни и драматични програми на беларуската телевизия. В периода 1989 – 1990 г. е ръководител на отдел и заместник главен редактор на списание „Наследство“. В периода 1991 – 1995 г. е главен редактор на вестник „Култура“.
От 1970 г. е член на Съюза на беларуските писатели. В периода 1998 – 2001 г. е негов заместник-председател, а в периода 2001 – 2002 г. е негов председател.
Дебютира в литературата през 1959 г. Първият ѝ поетичен сборник „Раніца“ (Сутрин) е издаден през 1969 г., последван от много поетични сборници – „Юлски бури“ (1973), „Фиданки“ (1976), които представят нейната пейзажна и любовна лирика, отличаваща се с искрена и непосредствена изява на чувствата.
Значително място в творчеството ѝ заема историческата и морално-етическата тематика, представяща човешката психология в критичните моменти на живота. Издадени са сборниците с разкази и повести „Вятър над стръмнината“ (1977), „Двадесет минути с Немезида“ (1981), „Перакат“ (1984) и „Отвъд морето Хвалински“ (1989). Повестта ѝ „Предислава“, преведена и на български език, е посветена на беларуската просветителка Ефросиния Полоцка. Пише и литература за деца.
Тя е носител на литературни награди, ордени и медали. Удостоена е с ордена „Почетен знак“, медалте „Франциск Скарина“ и 100 години Беларуска народна република на Съвета на Беларус. Тя е почетен академик на Международната академия на науките „Евразия“.
Превежда на беларуски език руски, литовски, украински, узбекски, арменски поети. Стиховете ѝ са преведени на руски, английски, узбекски, български, полски, словашки, чешки и др. езици.
Волга Ипатава живее със семейството си в Минск.

## Произведения
- Раніца (1969) – сборник стихове
- Ліпеньскія навальніцы (1973) – сборник стихове
- Снягурка (1974) – детска литература
- Парасткі (1976) – сборник стихове
- Вецер над стромай (1977) – сборник разкази
- Дваццаць хвілін з Немезідай (1981) – сборник разкази
- Казка пра Паўліна (1983) – детска литература
- Перакат (1984) – сборник разкази
- Давыд Гарадзенскі (1988) – пиеса
- За морам Хвалынскім (1989) – сборник разкази
- Паміж Масквой і Варшавай (1996)

Трилогия „Копието на Алгерд“ (Альгердава дзіда)
1. Залатая жрыца Ашвінаў (2002)
2. Вяшчун Гедыміна (2002)
3. Альгердава дзіда (2002)

на български език
- Петнайсет стихотворения и една повест, изд. „Илинда-Евтимов“, София (2002), прев. Найден Вълчев